# Allium erdelii
Allium erdelii är en amaryllisväxtart som beskrevs av Joseph Gerhard Zuccarini. Allium erdelii ingår i släktet lökar, och familjen amaryllisväxter. Inga underarter finns listade i Catalogue of Life.

## Bildgalleri

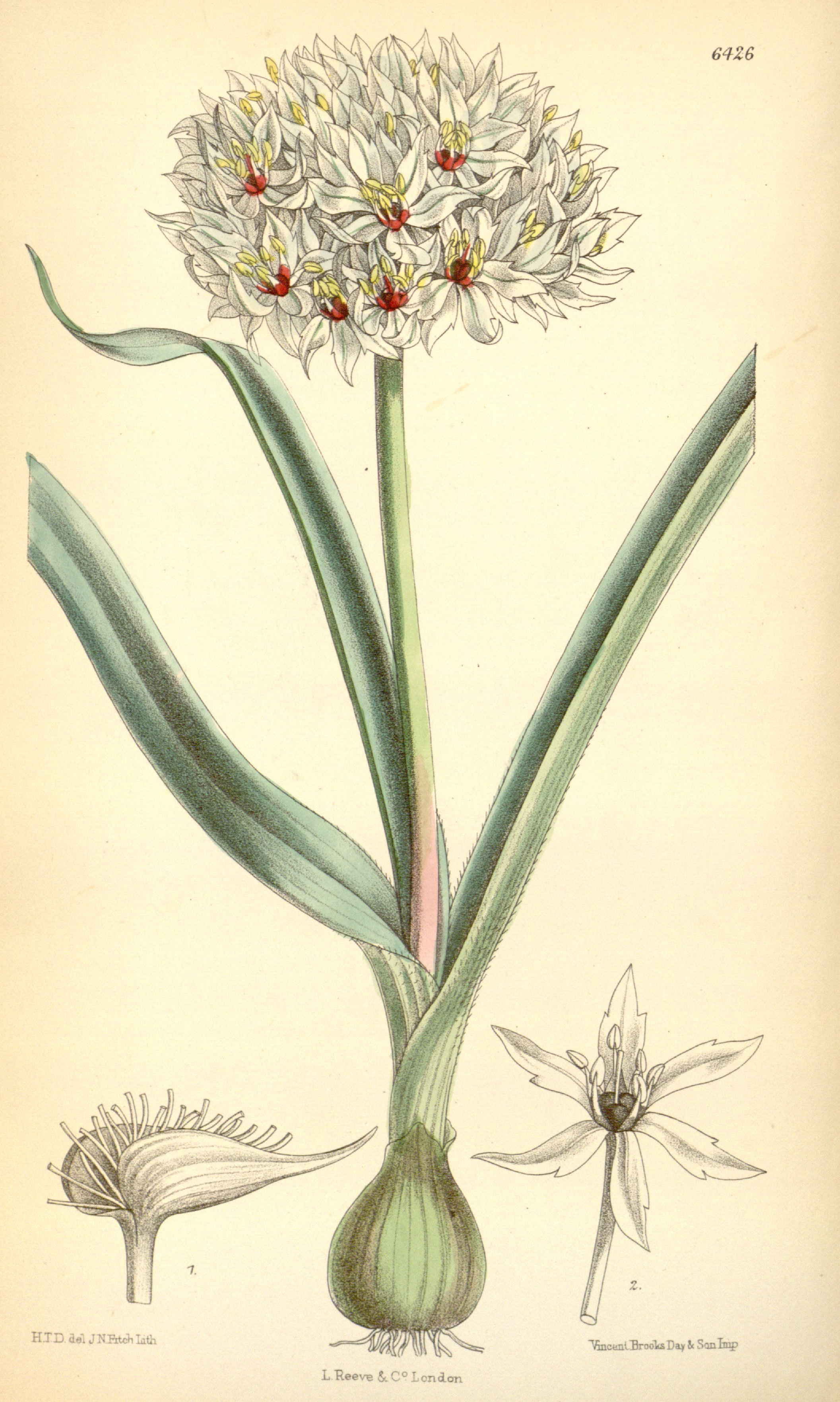